# Yolanda Hadid
Yolanda Hadid, nascuda Yolanda Johanna Jacoba van den Herik, i coneguda també antigament com a Foster (Papendrecht, Països Baixos, 11 de gener de 1964) és una personalitat de televisió i ex-model neerlandoamericana. Se la coneix sobretot com a estrella del programa de telerealitat estatunidenc The Real Housewives of Beverly Hills. És la mare dels models Gigi, Bella i Anwar Hadid.